# کوه کابوی
کوه کابوی (به انگلیسی: Cowboy Mountain) یک تپه و کوه در ایالات متحده آمریکا است که در شهرستان کینگ، واشینگتن واقع شده‌است. کوه کابوی ۱٬۷۸۴٫۰۲ متر بالاتر از سطح دریا واقع شده‌است.